# Bulbyler
Bulbyler (Pycnonotidae) är en familj med medelstora tättingar. De artrika afrikanska skogslevande arterna kallas för grönbulbyler. Familjen förekommer över stora delar av Afrika genom Mellanöstern, tropiska Asien och norrut så långt som Japan. Ett fåtal isolerade arter förekommer på tropiska öar i Indiska oceanen. Det finns ett 160-tal arter av bulbyl som idag placeras i 28 släkten. Vissa arter förekommer i de flesta habitat. De afrikanska arterna förekommer dock främst i regnskog medan regnskogslevande arter är ovanliga i Asien där de istället främst förekommer i öppnare biotoper.

## Utseende och läte
Bulbyler är korthalsade smala tättingar med långa stjärtar och korta rundade vingar. Nästan alla arter har en ganska lång näbb med en något nedåtböjd spets. I storlek varierar de från pygmégrönbulbyl (Phyllastrephus debilis) som är 13 cm till orangehuvad bulbyl (Pycnonotus zeylanicus) som mäter 29 cm. Könen är över lag lika men honorna tenderar att vara lite mindre än hanarna. Dock finns det arter med stor könsdimorfism vilket i vissa fall resulterat att honor och hanar beskrivits som olika arter. De har en mjuk fjäderdräkt och merparten är sobert färgade i gulgrönt till olivbrunt och svart. Flera arter har vita eller ljusa bröst eller tydligt vit strupe. De arter som har kraftigare kontrasterande färger har oftast gul, röd eller orangefärgad undergump, kind, strupe eller ögonbrynsstreck. Merparten av de arter som inte har ett tydligt färgat öga brukar istället ha en tydlig orbitalring. Vissa har en tydlig tofs på huvudet. Bulbylerna är talföra och högljudda och merparten av arternas läten beskrivs som nasala eller hesa.

## Ekologi

### Föda
Bulbylernas lever av en mängd olika föda, som frukt, frön, nektar, mindre insekter och andra leddjur och till och med mindre ryggradsdjur. Merparten är dock främst fruktätande men utökar dieten med vissa insekter. Det finns också en ganska stor grupp, speciellt i Afrika, som är specialierade på en viss föda. Arter som lever i öppna biotoper är generellt mindre speialicerade. Bulbylerna i släktet Criniger samt borstbulbylerna i Bleda uppträder i födosökande blandflockar.

### Häckning
Bulbylerna är generellt monogama. Ett vanligt nämnt undantag är mustaschgrönbulbyl (Eurillas latirostris) som, i varje fall över delar av sitt utbredningsområde, verkar leva polygamt och ägna sig åt en form av leksystem. Vissa arter ingår i sociala system där icke-häckande individer, främst fjolårsungar eller ungar från en tidigare kull, tar hand om andra dominanta häckande pars ungar. De lägger upp till fem lilarosa ägg i ett öppet bo placerat i ett träd och ruvningen sköts av honan. Ruvningen pågår oftast i elva till 14 dagar och ungarna är flygga efter tolv till 16 dagar.

## Förhållande till människan
Rödörad bulbyl (Pycnonotus jocosus) och rödgumpad bulbyl (P. cafer) har fångats som burfåglar i stort antal och har även introducerats till tropiska och subtropiska områden, som exempelvis Florida, Fiji, Australien och Hawaii. Vissa arter anses vara skadedjur, speciellt för fruktodlingar.
Generellt är bulbyler och grönbulbyler tåliga gentemot människans påverkan på miljön och klarar störningar inom habitatet. Cirka 13 arter kategoriseras av IUCN som hotade av mänsklig aktivitet och flertalet av dessa är skogspecialiserade arter som hotas på grund av habitatförluster.

### Etymologi
Ordet bulbyl kan härstamma från persiskans "بلبل", eller turkiskans "bülbül" som betyder näktergal.

## Systematik
Traditionellt delades bulbylerna upp i fyra grupper som kallades Pycnonotus, Phyllastrephus, Criniger och Chlorocichla efter deras mest karaktäristiska släkten (Delacour, 1943). Senare analyser visar att denna uppställning förmodligen baserar sig på felaktiga tolkningar av karaktärer.
Data från analyser av mitokondriellt DNA för enzymet cytokrom b visade att fem arter av  Phyllastrephus inte alls tillhör bulbylerna utan till en grupp med tättingar endemiska för  Madagaskar. Analyser av proteinerna RAG1 och RAG2 indikerar att inte heller släktet Nicator är bulbyler. Den traditionella indelningen hade inte tagit med biogeografi i beräkningen vilket visades i en studie av Pasquet et al. (2001). Studie slog fast att släktet Criniger måste delas upp i en afrikansk och en asiatisk (Alophoixus) utvecklingslinje. Genom analyser av en nukleär DNA-sekvens och två mtDNA-sekvenser visade Moyle & Marks (2006) att det finns en stor asiatisk utvecklingslinje och en afrikanska grupp med grönbulbyler och borstbulbyler. Senare forskning har också visat att flera av de traditionella släktena i familjen, som Pycnonotus och Hypsipetes, inte är monofyletiska. Slutligen är artgränserna även under diskussion, där bland annat studier avslöjat flera kryptiska arter i Sydostasien.

### Släkten inom familjen
Systematik enligt AviList:
- Andropadus – buskgrönbulbyl
- Calyptocichla – gyllengrönbulbyl
- Stelgidillas – smalnäbbad grönbulbyl

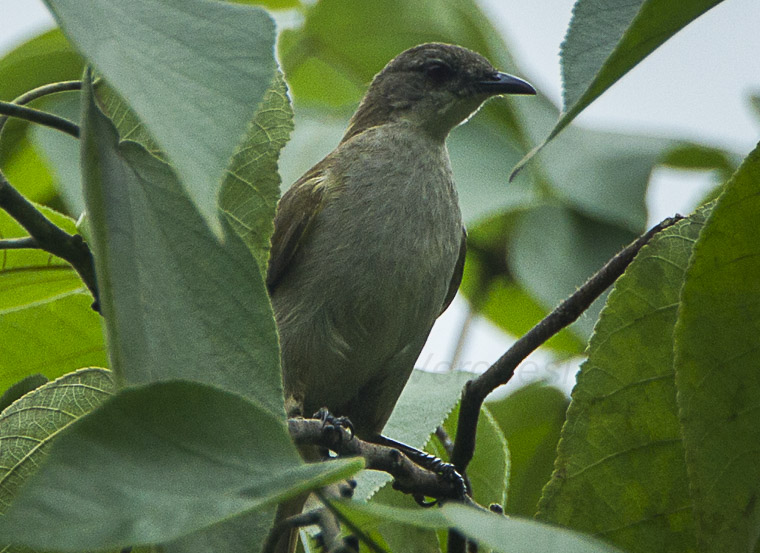
Smalnäbbad grönbulbyl (Stelgidillas gracilirostris)

- Neolestes – svarthalsad grönbulbyl
- Bleda – 5 arter borstbulbyler

- Arizelocichla – 10 arter
- Ixonotus– fläckig grönbulbyl
- Thescelocichla – träskgrönbulbyl
- Atimastillas – 2 arter
- Baeopogon – 2 arter
- Chlorocichla – 5 arter
- Criniger – 5 arter
- Eurillas – 5 arter
- Phyllastrephus – 19 arter

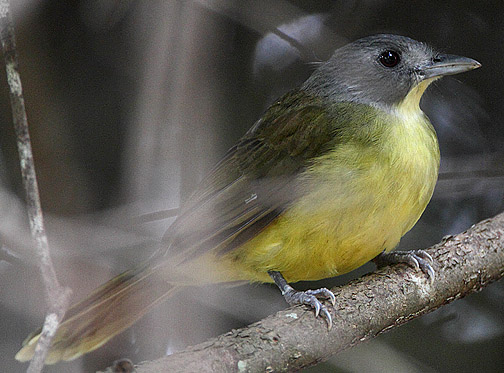
Gråhuvad borstbulbyl (Bleda canicapillus)

- Microtarsus – 7 arter, tidigare i Pycnonotus
- Rubigula – 8 arter, tidigare i Pycnonotus

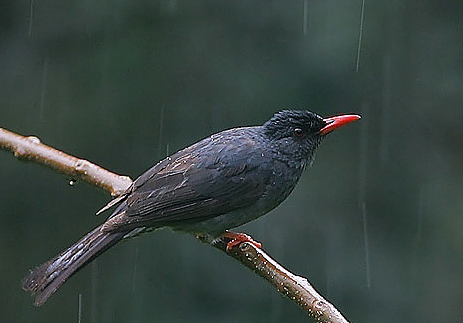
Tvärstjärtad bulbyl (Hypsipetes ganeesa)

- Nok – skallig bulbyl
- Spizixos – 2 arter finkbulbyler
- Pycnonotus – 31 arter
- Tricholestes – hårryggig bulbyl
- Setornis – kroknäbbsbulbyl
- Alophoixus – 8 arter
- Alcurus – strimmig bulbyl
- Iole – 7 arter
- Acritillas – gulgrön bulbyl
- Hemixos – 3 arter
- Ixos – 5 arter
- Hypsipetes – 26 arter